# The Bulletin
Der The Bulletin war ein in Sydney, Australien erscheinendes, teilweise nationalistisch geprägtes Magazin für Politik, für Unternehmen und ihre Geschäfte und für Literatur.

## Geschichte

### 1880–1903
The Bulletin wurde 1880 von den beiden jungen Journalisten John Haynes (30 Jahre und Seniorpartner) und Jules François Archibald (24 Jahre) gegründet. Die erste Ausgabe der seinerzeit wöchentlich erscheinenden, achtseitigen, schäbigen kleinen Zeitung wurde am 31. Januar 1880 herausgegeben und schockte zunächst die Öffentlichkeit wegen der Sensationslust und der Sozialkritik des Blattes. 1881 kam das Unternehmen in finanzielle Schwierigkeiten, das noch nicht am Markt etabliert aber schon mit einer Verleumdungsklage konfrontiert. Haynes und Archibald mussten ins Gefängnis und W. H Traill, der den verleumderischen Artikel verfasst hatte, übernahm die Zeitung und garantierte das Fortbestehen. Nachdem Haynes und Archibald auf dem Gefängnis entlassen wurden, stellte Traill sie ein und erlaubte ihnen Anteile am Unternehmen zu erwerben. 1886 hatte Archibald einen halben Anteil am Bulletin erworben und wurde wieder Herausgeber des Blattes. In seine Zeit fiel auch, dass das Blatt in den 1890er Jahren an Bedeutung gewann und mit nationalistischen Slogans wie „Australia for the Australians“ (Australien für die Australier) und „Intercolonial Freetrade and Protection against the World“ (Interkolonialen Freihandel und Schutz vor der Welt), nicht mehr zu überhören war.
Trotz des Nationalismus, der in dem Blatt verbreitet wurde, fanden sich zahlreiche Schriftsteller, die ihre Werke über das Magazin einem größer werdenden Publikum präsentieren konnten. Zu ihnen gehörten Barcroft Boake, Breaker Morant, Edwin James Brady, Roderic Quinn, Victor Daley, Louis Becke und Barbara Baynton, um nur einige zu nennen. Die Verse und Kurzgeschichten von Andrew Barton Paterson und Henry Lawson erschienen ebenfalls häufig im Bulletin, so auch Werke von Edith Joan Lyttleton und Constance Clyde als Beispiel. Paterson und Lawson initiierten im Bulletin seinerzeit eine Debatte über die wahre Natur des australischen Lebens, woran sich seinerzeit viele andere Schriftsteller beteiligten, darunter John le Gay Brereton, Francis Kenna, Edward Dyson, A. G. Stephens, Henry Cargill, Joseph Furphy und James Brunton Stephens, um auch hier nur einige zu nennen.

### 1903–1933
Als Archibald Anfang der 1900er Jahre einen Zusammenbruch erlitt und in ein Heim untergebracht wurde, übernahm James Edmond, der 1886 zum Bulletin gekommen war, die Herausgeberschaft und hielt die Position bis zum Jahr 1915. In seiner Zeit wurde das nationalistische Motto „Australia for the Australians“ durch das eher isolationistische „Australia for the White Man“ (Australien für den weißen Mann) ersetzt. Der Spruch hielt sich bis zur Ausgabe vom 30. November 1960 und wurde danach entfernt. The Bulletin bekam seinerzeit zwar Anerkennung für seine Beiträge zur australischen Literatur, wurde aber auch für seinen in den Artikeln verbreiteten Rassismus heftig kritisiert. Während die Aborigines häufig negativ dargestellt wurden, waren vor allem Chinesen Zielscheibe rassistischer Verunglimpfungen.

### 1933–2008
1933 wurde John Webb Herausgeber des Blattes und führte die Politik des „Weißen Australiens“ und der „Anti-Labor-Haltung“ fort. Als David Adams 1948 die Leitung des Bulletin übernahm und bis 1961 führte, sank das Ansehen und die Auflage des Blattes stetig und brachte zum Ende der 1950er Jahre seinen Anteilseignern wenig bis gar keine Rendite mehr ein. Doch der literarische Teil konnte sich zwischen den Jahren 1940 und 1961 behaupten und nahm sogar zu. 1961 wurde The Bulletin von dem Unternehmen Consolidated Press aufgekauft und mit dem 1958 gegründeten The Observer fusioniert. The Bulletin, von vielen als ein veraltetes Blatt angesehen, wechselte schließlich zum Nachrichtenformat und hielt dieses bis zu seiner Einstellung im Jahr 2008 bei.

## Herausgeber desBulletin
- 1880–1881 – Jules François Archibald, John Haynes
- 1881–1886 – W. H Traill
- 1886–1903 – Jules François Archibald
- 1903–1915 – James Edmond
- 1915–1933 – S. H. Prior
- 1933–1948 – John E. Webb
- 1948–1961 – David Adams
- 1961–1962 – Donald Horne
- 1962–1964 – Peter Hastings
- 1964–1967 – Peter Coleman
- 1967–1972 – Donald Horne
- 1972–1991 – Trevor Kennedy
- 1991–1991 – James Hall
- 1991–1995 – Lyndall Crisp
- 1995–1998 – Gerald Stone
- 1998–2001 – Max Walsh
- 2001–2002 – Paul Bailey
- 2002–2002 – Kathy Bail
- 2002–2006 – Garry Linnell
- 2006–2008 – John Lehmann

Quelle: AustLit